# フェリー太陽2
フェリー太陽Ⅱ（フェリーたいよう2）は、屋久島町が運航しているフェリー。
フェリー太陽の代船として渡辺造船所で建造され、2021年3月26日から就航。

## 航路
本村港（口永良部島） - 宮之浦港（屋久島） - 島間港（種子島）
宮之浦港を起点に1日1往復運航される。偶数日は本村港、奇数日は島間港から運航する。

総トン数　　499トン
全長　　　　65.60ｍ
垂線間長　　57.00ｍ
幅　　　　　11.8ｍ
機関方式　　ディーゼル
主機関　　　2基
出力　　　　1838kw×2
航海速度　　16.0ノット
旅客定員　　100名（臨時定員150名）
載貨重量　　208トン
車両搭載数　12ｍトラック2台、乗用車6台